# Агийи-Иронси, Виктория
Виктория Агийи-Иронси (англ. Victoria Aguiyi-Ironsi; 21 ноября 1923, Абиа, Колониальная Нигерия  — 23 августа 2021, Умуахиа) — первая леди Нигерии (16 января — 29 июля 1966). Супруга президента Нигерии Джонсона Агийи-Иронси, генерала, пришедшего к власти в результате военного переворота.
Вышла замуж за Джонсона Агийи-Иронси  в 1953 году, когда ещё училась в школе монастыря Святого Розария в Окигве.
У неё было 8 детей, в том числе 4 приёмных, которых забрали во время гражданской войны в Нигерии (1967), и о которых заботились монахини в Ибадане. Работала комиссаром Комиссии по оказанию услуг местного самоуправления в Умуахии. Долгое время работала на благо мира и стабильности в стране. Была членом-учредителем Ассоциации жён офицеров нигерийской армии. Спустя 55 лет после смерти мужа генерала Дж. Агийи-Иронси не переставала работать на благо Нигерии, а также ради мира, стабильности, исцеления и примирения на земле.
В. Агуйи-Иронси умерла 23 августа 2021 года в возрасте 97 лет после перенесенного инсульта и COVID-19 во время пандемии COVID-19 в Нигерии.